# Coppa del Mondo di salto con gli sci 2016
La Coppa del Mondo di salto con gli sci 2016, trentasettesima edizione della manifestazione organizzata dalla Federazione Internazionale Sci, è stata la quinta a prevedere un circuito di gare femminili. Nel corso della stagione si sono tenuti a Tauplitz i Campionati mondiali di volo con gli sci 2016, non validi ai fini della Coppa del Mondo, il cui calendario ha dunque previsto un'interruzione nel mese di gennaio.
La stagione maschile è iniziata il 21 novembre 2015 a Klingenthal, in Germania, e si è conclusa il 20 marzo 2016 a Planica, in Slovenia.
Sono state disputata 29 delle 31 gare individuali e le 6 a squadre previste, in 21 differenti località: 3 su trampolino normale, 25 su trampolino lungo, 7 su trampolino per il volo. Lo sloveno Peter Prevc ha vinto sia la coppa di cristallo, il trofeo assegnato al vincitore della classifica generale, sia il Torneo dei quattro trampolini, sia la Coppa di volo. Il tedesco Severin Freund era il detentore uscente della Coppa generale, l'austriaco Stefan Kraft del Torneo.
La stagione femminile è iniziata il 4 dicembre 2015 a Lillehammer, in Norvegia, e si è conclusa il 28 febbraio 2016 ad Almaty, in Kazakistan; sono state disputata 17 delle 19 gare in programma, tutte individuali, in 10 differenti località: 1 su trampolino lungo, 16 su trampolino normale. La giapponese Sara Takanashi si è aggiudicata la coppa di cristallo, il trofeo assegnato alla vincitrice della classifica generale; l'austriaca Daniela Iraschko era la detentrice uscente della Coppa generale.

## Uomini

### Risultati
| Data                          | Località               | Nazione    | Trampolino                 | Spec. | Primo                                                                            | Secondo                                                                           | Terzo                                                                     |
| ----------------------------- | ---------------------- | ---------- | -------------------------- | ----- | -------------------------------------------------------------------------------- | --------------------------------------------------------------------------------- | ------------------------------------------------------------------------- |
| 21 novembre 2015              | Klingenthal            | Germania   | Vogtland Arena HS140       | TL    | Germania Andreas Wellinger Andreas Wank Richard Freitag Severin Freund           | Slovenia Domen Prevc Jurij Tepeš Anže Lanišek Peter Prevc                         | Austria Michael Hayböck Gregor Schlierenzauer Manuel Fettner Stefan Kraft |
| 22 novembre 2015              | Klingenthal            | Germania   | Vogtland Arena HS140       | LH    | Daniel-André Tande                                                               | Peter Prevc                                                                       | Severin Freund                                                            |
| 27 novembre 2015              | Kuusamo                | Finlandia  | Rukatunturi HS142          | LH    | annullata                                                                        | annullata                                                                         | annullata                                                                 |
| 5 dicembre 2015               | Lillehammer            | Norvegia   | Lysgårdsbakken HS100       | NH    | Severin Freund                                                                   | Kenneth Gangnes                                                                   | Andreas Stjernen                                                          |
| 6 dicembre 2015               | Lillehammer            | Norvegia   | Lysgårdsbakken HS100       | NH    | Kenneth Gangnes                                                                  | Peter Prevc                                                                       | Johann André Forfang                                                      |
| 12 dicembre 2015              | Nižnij Tagil           | Russia     | Aist HS134                 | LH    | Severin Freund                                                                   | Peter Prevc                                                                       | Joachim Hauer                                                             |
| 13 dicembre 2015              | Nižnij Tagil           | Russia     | Aist HS134                 | LH    | Peter Prevc                                                                      | Michael Hayböck                                                                   | Johann André Forfang                                                      |
| 19 dicembre 2015              | Engelberg              | Svizzera   | Gross-Titlis-Schanze HS137 | LH    | Peter Prevc                                                                      | Domen Prevc                                                                       | Noriaki Kasai                                                             |
| 20 dicembre 2015              | Engelberg              | Svizzera   | Gross-Titlis-Schanze HS137 | LH    | Peter Prevc                                                                      | Michael Hayböck                                                                   | Kenneth Gangnes                                                           |
| Torneo dei quattro trampolini |                        |            |                            |       |                                                                                  |                                                                                   |                                                                           |
| 29 dicembre 2015              | Oberstdorf             | Germania   | Schattenberg HS137         | LH    | Severin Freund                                                                   | Michael Hayböck                                                                   | Peter Prevc                                                               |
| 1º gennaio 2016               | Garmisch-Partenkirchen | Germania   | Große Olympiaschanze HS140 | LH    | Peter Prevc                                                                      | Kenneth Gangnes                                                                   | Severin Freund                                                            |
| 3 gennaio 2016                | Innsbruck              | Austria    | Bergisel HS130             | LH    | Peter Prevc                                                                      | Severin Freund                                                                    | Kenneth Gangnes                                                           |
| 6 gennaio 2015                | Bischofshofen          | Austria    | Paul Ausserleitner HS140   | LH    | Peter Prevc                                                                      | Severin Freund                                                                    | Michael Hayböck                                                           |
| 9 gennaio 2016                | Willingen              | Germania   | Mühlenkopf HS145           | TL    | Germania Andreas Wank Andreas Wellinger Richard Freitag Severin Freund           | Norvegia Andreas Stjernen Daniel-André Tande Kenneth Gangnes Johann André Forfang | Austria Stefan Kraft Manuel Poppinger Manuel Fettner Michael Hayböck      |
| 10 gennaio 2016               | Willingen              | Germania   | Mühlenkopf HS145           | LH    | Peter Prevc                                                                      | Kenneth Gangnes                                                                   | Severin Freund                                                            |
| 23 gennaio 2016               | Zakopane               | Polonia    | Wielka Krokiew HS134       | TL    | Norvegia Anders Fannemel Andreas Stjernen Daniel-André Tande Kenneth Gangnes     | Austria Stefan Kraft Manuel Poppinger Manuel Fettner Michael Hayböck              | Polonia Andrzej Stękała Maciej Kot Stefan Hula Kamil Stoch                |
| 24 gennaio 2016               | Zakopane               | Polonia    | Wielka Krokiew HS134       | LH    | Stefan Kraft                                                                     | Michael Hayböck                                                                   | Peter Prevc                                                               |
| 30 gennaio 2016               | Sapporo                | Giappone   | Ōkurayama HS134            | LH    | Peter Prevc                                                                      | Domen Prevc                                                                       | Robert Kranjec                                                            |
| 31 gennaio 2016               | Sapporo                | Giappone   | Ōkurayama HS134            | LH    | Anders Fannemel                                                                  | Johann André Forfang                                                              | Noriaki Kasai                                                             |
| 6 febbraio 2016               | Oslo Holmenkollen      | Norvegia   | Holmenkollen HS134         | TL    | Slovenia Jurij Tepeš Domen Prevc Robert Kranjec Peter Prevc                      | Norvegia Daniel-André Tande Anders Fannemel Johann André Forfang Kenneth Gangnes  | Giappone Taku Takeuchi Kento Sakuyama Daiki Itō Noriaki Kasai             |
| 10 febbraio 2016              | Trondheim              | Norvegia   | Granåsen HS140             | LH    | Peter Prevc                                                                      | Stefan Kraft                                                                      | Noriaki Kasai                                                             |
| 12 febbraio 2016              | Vikersund              | Norvegia   | Vikersundbakken HS225      | FH    | Robert Kranjec                                                                   | Kenneth Gangnes                                                                   | Noriaki Kasai                                                             |
| 13 febbraio 2016              | Vikersund              | Norvegia   | Vikersundbakken HS225      | FH    | Peter Prevc                                                                      | Johann André Forfang                                                              | Robert Kranjec                                                            |
| 14 febbraio 2016              | Vikersund              | Norvegia   | Vikersundbakken HS225      | FH    | Peter Prevc                                                                      | Stefan Kraft                                                                      | Andreas Stjernen                                                          |
| 19 febbraio 2016              | Lahti                  | Finlandia  | Salpausselkä HS130         | LH    | Michael Hayböck                                                                  | Daniel-André Tande                                                                | Severin Freund                                                            |
| 21 febbraio 2016              | Lahti                  | Finlandia  | Salpausselkä HS100         | NH    | Michael Hayböck                                                                  | Karl Geiger                                                                       | Taku Takeuchi                                                             |
| 22 febbraio 2016              | Kuopio                 | Finlandia  | Puijo HS127                | TL    | Norvegia Kenneth Gangnes Daniel-André Tande Anders Fannemel Johann André Forfang | Germania Andreas Wank Richard Freitag Andreas Wellinger Severin Freund            | Giappone Taku Takeuchi Kento Sakuyama Daiki Itō Noriaki Kasai             |
| 23 febbraio 2016              | Kuopio                 | Finlandia  | Puijo HS127                | LH    | Michael Hayböck                                                                  | Daniel-André Tande                                                                | Stefan Kraft                                                              |
| 27 febbraio 2016              | Almaty                 | Kazakistan | Gorney Gigant HS140        | LH    | Peter Prevc                                                                      | Michael Hayböck                                                                   | Severin Freund                                                            |
| 28 febbraio 2016              | Almaty                 | Kazakistan | Gorney Gigant HS140        | LH    | Peter Prevc                                                                      | Severin Freund                                                                    | Daniel-André Tande                                                        |
| 4 marzo 2016                  | Wisła                  | Polonia    | Malinka HS134              | LH    | Roman Koudelka                                                                   | Kenneth Gangnes                                                                   | Noriaki Kasai                                                             |
| 5 marzo 2016                  | Wisła                  | Polonia    | Malinka HS134              | LH    | annullata                                                                        | annullata                                                                         | annullata                                                                 |
| 12 marzo 2016                 | Titisee-Neustadt       | Germania   | Hochfirst HS142            | LH    | Johann André Forfang                                                             | Peter Prevc                                                                       | Kenneth Gangnes                                                           |
| 17 marzo 2016                 | Planica                | Slovenia   | Letalnica HS225            | FH    | Peter Prevc                                                                      | Johann André Forfang                                                              | Robert Kranjec                                                            |
| 18 marzo 2016                 | Planica                | Slovenia   | Letalnica HS225            | FH    | Robert Kranjec                                                                   | Peter Prevc                                                                       | Johann André Forfang                                                      |
| 19 marzo 2016                 | Planica                | Slovenia   | Letalnica HS225            | TL FH | Norvegia Daniel-André Tande Anders Fannemel Kenneth Gangnes Johann André Forfang | Slovenia Jurij Tepeš Anže Semenič Robert Kranjec Peter Prevc                      | Austria Stefan Kraft Manuel Poppinger Manuel Fettner Michael Hayböck      |
| 20 marzo 2016                 | Planica                | Slovenia   | Letalnica HS225            | FH    | Peter Prevc                                                                      | Robert Kranjec                                                                    | Johann André Forfang                                                      |

Legenda:

LH = trampolino lungo

FH = volo con gli sci

TL = gara a squadre

### Classifiche

#### Generale

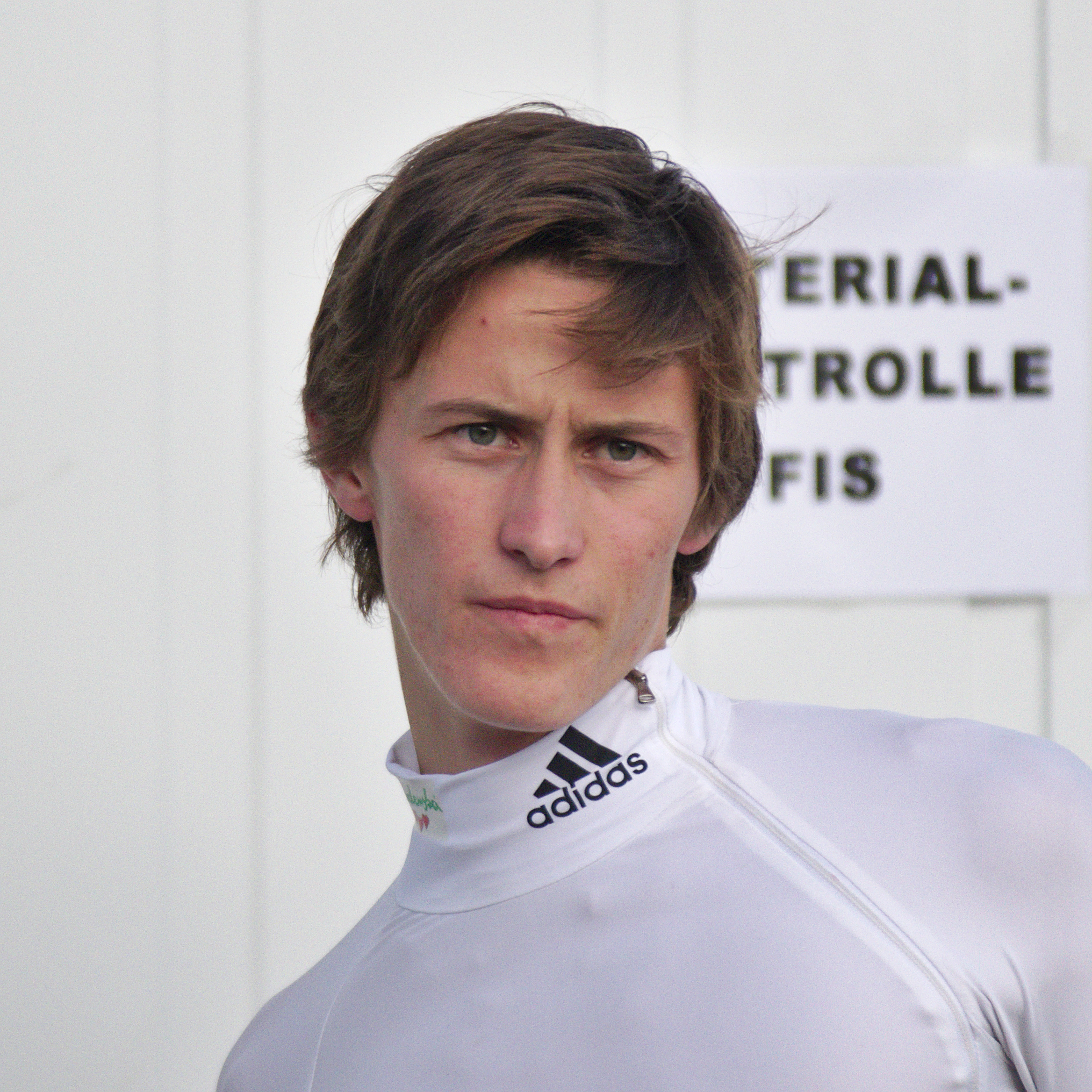
Peter Prevc nel 2014

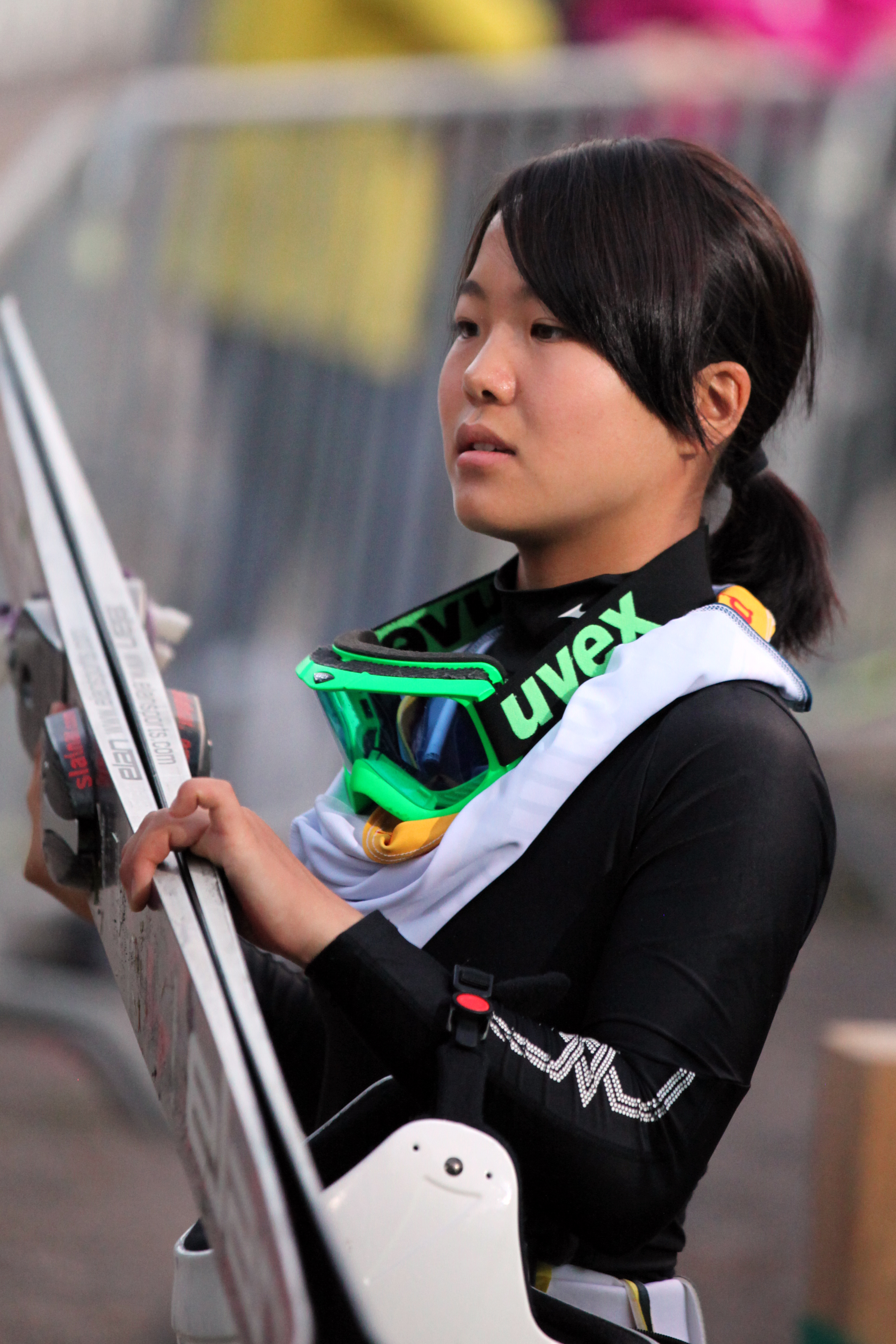
Sara Takanashi nel 2012

| Pos. | Nome                 | Nazione  | Punti |
| ---- | -------------------- | -------- | ----- |
| 1    | Peter Prevc          | Slovenia | 3303  |
| 2    | Severin Freund       | Germania | 1490  |
| 3    | Kenneth Gangnes      | Norvegia | 1348  |
| 4    | Michael Hayböck      | Austria  | 1301  |
| 5    | Johann André Forfang | Norvegia | 1240  |
| 6    | Stefan Kraft         | Austria  | 1006  |
| 7    | Daniel-André Tande   | Norvegia | 985   |
| 8    | Noriaki Kasai        | Giappone | 909   |
| 9    | Richard Freitag      | Germania | 680   |
| 10   | Anders Fannemel      | Norvegia | 670   |

#### Torneo dei quattro trampolini
| Pos. | Nome            | Nazione  | Punti  |
| ---- | --------------- | -------- | ------ |
| 1    | Peter Prevc     | Slovenia | 1139,4 |
| 2    | Severin Freund  | Germania | 1112,9 |
| 3    | Michael Hayböck | Austria  | 1081,6 |
| 4    | Kenneth Gangnes | Norvegia | 1073,5 |
| 5    | Stefan Kraft    | Austria  | 1036,2 |

#### Volo
| Pos. | Nome                 | Nazione  | Punti |
| ---- | -------------------- | -------- | ----- |
| 1    | Peter Prevc          | Slovenia | 530   |
| 2    | Robert Kranjec       | Slovenia | 400   |
| 3    | Johann André Forfang | Norvegia | 348   |
| 4    | Kenneth Gangnes      | Norvegia | 305   |
| 5    | Noriaki Kasai        | Giappone | 248   |

#### Nazioni
| Pos. | Nazione   | Punti |
| ---- | --------- | ----- |
| 1    | Norvegia  | 7202  |
| 2    | Slovenia  | 5760  |
| 3    | Germania  | 5409  |
| 4    | Austria   | 4652  |
| 5    | Giappone  | 3088  |
| 6    | Polonia   | 2154  |
| 7    | Rep. Ceca | 1881  |
| 8    | Svizzera  | 793   |
| 9    | Finlandia | 256   |
| 10   | Francia   | 228   |

## Donne

### Risultati
| Data             | Località          | Nazione    | Trampolino             | Spec. | Prima            | Seconda          | Terza                      |
| ---------------- | ----------------- | ---------- | ---------------------- | ----- | ---------------- | ---------------- | -------------------------- |
| 4 dicembre 2015  | Lillehammer       | Norvegia   | Lysgårdsbakken HS100   | NH    | Sara Takanashi   | Maja Vtič        | Maren Lundby               |
| 12 dicembre 2015 | Nižnij Tagil      | Russia     | Aist HS100             | NH    | Daniela Iraschko | Sara Takanashi   | Eva Pinkelnig              |
| 13 dicembre 2015 | Nižnij Tagil      | Russia     | Aist HS100             | NH    | Sara Takanashi   | Yūki Itō         | Chiara Hölzl               |
| 16 gennaio 2016  | Sapporo           | Giappone   | Miyanomori HS100       | NH    | Sara Takanashi   | Ema Klinec       | Daniela Iraschko           |
| 17 gennaio 2016  | Sapporo           | Giappone   | Miyanomori HS100       | NH    | Sara Takanashi   | Daniela Iraschko | Jacqueline Seifriedsberger |
| 22 gennaio 2016  | Zaō               | Giappone   | Yamagata HS100         | NH    | Sara Takanashi   | Daniela Iraschko | Maja Vtič                  |
| 23 gennaio 2016  | Zaō               | Giappone   | Yamagata HS100         | NH    | Sara Takanashi   | Maja Vtič        | Ema Klinec                 |
| 30 gennaio 2016  | Oberstdorf        | Germania   | Schattenberg HS106     | NH    | Sara Takanashi   | Daniela Iraschko | Ema Klinec                 |
| 31 gennaio 2016  | Oberstdorf        | Germania   | Schattenberg HS106     | NH    | Sara Takanashi   | Daniela Iraschko | Maren Lundby               |
| 4 febbraio 2016  | Oslo Holmenkollen | Norvegia   | Holmenkollen HS134     | LH    | Sara Takanashi   | Maren Lundby     | Irina Avvakumova           |
| 6 febbraio 2016  | Hinzenbach        | Austria    | Aigner HS94            | NH    | Sara Takanashi   | Daniela Iraschko | Maren Lundby               |
| 7 febbraio 2016  | Hinzenbach        | Austria    | Aigner HS94            | NH    | Sara Takanashi   | Daniela Iraschko | Jacqueline Seifriedsberger |
| 13 febbraio 2016 | Ljubno            | Slovenia   | Logarska dolina HS95   | NH    | Maja Vtič        | Sara Takanashi   | Špela Rogelj               |
| 14 febbraio 2016 | Ljubno            | Slovenia   | Logarska dolina HS95   | NH    | Daniela Iraschko | Maja Vtič        | Chiara Hölzl               |
| 19 febbraio 2016 | Lahti             | Finlandia  | Salpausselkä HS100     | NH    | Sara Takanashi   | Maja Vtič        | Yūki Itō                   |
| 27 febbraio 2016 | Almaty            | Kazakistan | Gorney Gigant HS106    | NH    | Sara Takanashi   | Daniela Iraschko | Jacqueline Seifriedsberger |
| 28 febbraio 2016 | Almaty            | Kazakistan | Gorney Gigant HS106    | NH    | Sara Takanashi   | Daniela Iraschko | Maja Vtič                  |
| 5 marzo 2016     | Râșnov            | Romania    | Valea Cărbunării HS100 | NH    | annullata        | annullata        | annullata                  |
| 6 marzo 2016     | Râșnov            | Romania    | Valea Cărbunării HS100 | NH    | annullata        | annullata        | annullata                  |

Legenda:

NH = trampolino normale

LH = trampolino lungo

### Classifiche

#### Generale
| Pos. | Nome                       | Nazione  | Punti |
| ---- | -------------------------- | -------- | ----- |
| 1    | Sara Takanashi             | Giappone | 1610  |
| 2    | Daniela Iraschko           | Austria  | 1139  |
| 3    | Maja Vtič                  | Slovenia | 908   |
| 4    | Jacqueline Seifriedsberger | Austria  | 695   |
| 5    | Chiara Hölzl               | Austria  | 632   |
| 6    | Maren Lundby               | Norvegia | 586   |
| 7    | Irina Avvakumova           | Russia   | 572   |
| 8    | Yūki Itō                   | Giappone | 505   |
| 9    | Ema Klinec                 | Slovenia | 426   |
| 10   | Špela Rogelj               | Slovenia | 415   |

#### Nazioni
| Pos. | Nazione     | Punti |
| ---- | ----------- | ----- |
| 1    | Austria     | 2886  |
| 2    | Giappone    | 2565  |
| 3    | Slovenia    | 2290  |
| 4    | Germania    | 1358  |
| 5    | Russia      | 787   |
| 6    | Norvegia    | 707   |
| 7    | Stati Uniti | 445   |
| 8    | Italia      | 382   |
| 9    | Francia     | 298   |
| 10   | Canada      | 229   |